# AAPT Championships 2001 - Qualificazioni doppio
Le qualificazioni del doppio  dell'AAPT Championships 2001 sono state un torneo di tennis preliminare per accedere alla fase finale della manifestazione. I vincitori dell'ultimo turno sono entrati di diritto nel tabellone principale. In caso di ritiro di uno o più giocatori aventi diritto a questi sono subentrati i lucky loser, ossia i giocatori che hanno perso nell'ultimo turno ma che avevano una classifica più alta rispetto agli altri partecipanti che avevano comunque perso nel turno finale.
Le qualificazioni del doppio del torneo AAPT Championships 2001 prevedevano 4 coppie partecipanti di cui una è entrata nel tabellone principale.

## Teste di serie
1. Chris Brandi /  Aleksandar Kitinov (primo turno)

1. Michael Kohlmann /  Michaël Llodra (Qualificati)

## Tabellone

### Legenda
| - Q = Qualificato - WC = Wild card - LL = Lucky loser | - ALT = Alternate - SE = Special Exempt - PR = Protected Ranking | - w/o = Walkover - r = Ritirato - d = Squalificato |

|  | Primo turno | Primo turno                           | Primo turno                           | Primo turno | Primo turno |  |  | Ultimo turno | Ultimo turno                          | Ultimo turno                          | Ultimo turno | Ultimo turno |  |
|  |             |                                       |                                       |             |             |  |  |              |                                       |                                       |              |              |  |
|  |             | Alberto Martín German Puentes-Alcaniz | Alberto Martín German Puentes-Alcaniz | 6           | 7           |  |  |              |                                       |                                       |              |              |  |
|  | 1           | Chris Brandi Aleksandar Kitinov       | Chris Brandi Aleksandar Kitinov       | 2           | 6(1)        |  |  |              | Alberto Martín German Puentes-Alcaniz | Alberto Martín German Puentes-Alcaniz | 64           | 5            |  |
|  | 2           | Michael Kohlmann Michaël Llodra       | Michael Kohlmann Michaël Llodra       | 6           | 6           |  |  | 2            | Michael Kohlmann Michaël Llodra       | Michael Kohlmann Michaël Llodra       | 7            | 7            |  |
|  |             | Tim Crichton Ashley Fisher            | Tim Crichton Ashley Fisher            | 3           | 3           |  |  |              |                                       |                                       |              |              |  |